# Assassination (film 1987)
Assassination è un film statunitense del 1987 diretto da Peter R. Hunt.

## Trama
Jay Killion, agente dei servizi segreti americani addetti alla scorta presidenziale, rientra in servizio dopo varie settimane passate in ospedale. Il suo rientro coincide con il giuramento del nuovo Presidente: con suo stupore viene assegnato alla scorta della First Lady, donna molto bella, ricca, viziata e femminista accanita. Tra i due i rapporti professionali danno inizio a schermaglie che in effetti portano ad una forte simpatia tra i due, suscitando una tranquilla gelosia tra la sua collega Charlotte, con la quale Killion ha una relazione.
A causa di alcuni eventi molto strani che mettono in pericolo la vita della First lady, Killion si convince sempre di più che qualcuno sta cercando di uccidere la moglie del presidente. I dubbi di Killion aumentano, si consolidano con l'intensificarsi degli attentati e fanno credere a Killion che il mandante sia proprio lo stesso Presidente, suscitando le ire della First Lady.
Dopo l'ultimo attentato la First Lady vuole tornare a casa dal padre per un periodo di riposo; durante il viaggio Killion viene a scoprire particolari intimi della coppia presidenziale, che lo convincono sempre di più che le sue ipotesi di un complotto per uccidere le First lady da parte del Presidente siano sempre più reali.
L'incontro con il Padre della First Lady e l'ultimo attentato chiariscono a Killion chi potrebbe avere interesse alla morte della First Lady.